# Ableton Live
Ableton Live — компьютерная программа от немецкой компании Ableton для музыкантов (секвенсор, англ. DAW), используемая как для студийной работы (аранжировка, сведение), так и для живой игры (импровизация, диджеинг).

## История
Соучредители Ableton Герхард Белес, Роберт Хенке и Бернд Роггендорф разработали Live на основе самодельного программного обеспечения, которое Белес и Хенке создали для облегчения своих выступлений с живой музыкой в рамках проекта Monolake. Они выпустили первую версию Live в 2001 году как коммерческое программное обеспечение. Ableton Live написан на C++. Сам Live не был прототипирован в Max, хотя большинство его аудиоустройств были.
Live 1 не имел функций воспроизведения и записи MIDI, был приспособлен исключительно для зацикленного аудио и манипуляций с семплами. Основная идея разработчиков: компьютер — это музыкальный инструмент, а человек — дирижёр и исполнитель для этого инструмента.

### Live 4
Выпущенная 28 июля 2004 года стала значительным пересмотром программы с момента её появления. Новой функцией было введение MIDI-секвенсора. Впервые Live стал поддерживать виртуальные инструменты (VST для Windows, VST и AU для Mac), а также записывать и редактировать MIDI-ноты.

### Live 5

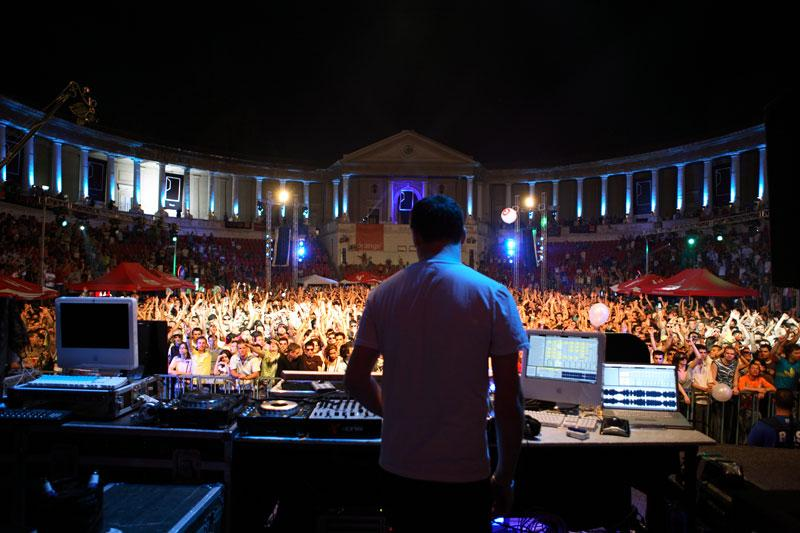
DJ Sasha (Arenele Romane, Бухарест, 2006)

Выпущена 24 июля 2005 года. Начиная с этой версии Ableton Live имеет функцию под названием Clip Freeze, которая используется для уменьшения нагрузки на процессор. «Замороженные» дорожки нельзя редактировать, но они больше не создают большой нагрузки на ЦП. Кроме того, добавлены новые эффекты: Phaser, Flanger, Auto Pan, Saturator, Arpeggiator и Beat Repeat. В дополнение к WAV - и AIFF поддерживается импорт файлов MP3.
В Live 5.2 (10 апреля 2006 г.) интегрирована встроенная поддержка для Intel Apple-Macintosh.

### Live 6
Выпущена 29 сентября 2006 года. Добавлен инструмент Sampler, эффект Dynamic Tube. Теперь в Live можно редактировать замороженные треки без их размораживания (Deep Freeze). Live 6 предлагает не только группировать встроенные и внешние инструменты и эффекты, но также организовывать их в виртуальные стойки и, таким образом, управлять ими централизованно. Объявлена поддержка нескольких процессоров и многоядерных процессоров, возможность импортировать фильмы в формате QuickTime и, таким образом, озвучивать их, экспортировать аудиодорожки в виде отдельных файлов и прямая поддержка множества MIDI-контроллеров.
Версия 6 может поставляться с обширной библиотекой сэмплов инструментальных звуков Essential Instrument Collection.

### Live 7
Выпущена 29 ноября 2007 года. Появилась опция Suite, предлагающую пользователям доступ к множеству надстроек, включая дополнительные плагины, инструменты и лупы. Добавлена барабанная стойка (Drum Rack). Стал возможен сайдчейн, REX-лупы получили поддержку импорта и нарезки. Версия Suite включила в себя новые инструменты Analog, Electric и Tension.

### Live 8
Версия была выпущена 2 апреля 2009 года. Была улучшена деформация аудиоклипов (warping), предложены новые функции: Groove, возможность объединять треки в группы, эффект вокодера, лупер, лимитер, многополосный компрессор, эффекты Overdrive и Frequency Shifter, а также многие другие мелкие изменения. В комплекте или за дополнительную плату новый инструмент Collision для ударных звуков и библиотека сэмплов Latin Percussion.
Пользовательский интерфейс Live был локализован на разные языки.
Начиная с версии 8.2.6, Live совместим с операционной системой Mac OS X 10.7 Lion и поддерживает серию контроллеров Impulse из Novation. Версия 8.3 была выпущена 2 апреля 2012 года; с этой версии программа обновляется автоматически. Теперь аудиофайлы можно загружать прямо из программы в вашу учетную запись SoundCloud. При обновлении до 8.3.1 была учтена совместимость с операционной системой OS X Mountain Lion.

### Live 9
Выпущена 5 марта 2013 года. Обеспечены поддержка собственного аппаратного контроллера Push, возможность записывать кривые автоматизации клипов, обновлён браузер, добавлена поддержка нескольких мониторов (версия 9.1, 20 ноября 2013 г.), новый компрессор Glue Compressor и возможность конвертировать аудиоклипы в MIDI.

### Live 10
Выпущена 6 февраля 2018 года. Содержит синтезатор Wavetable, два новых эффекта и улучшенное взаимодействие с Push, позволяющее визуализировать эффекты и MIDI-ноты.

### Live 11
Выпущена 23 февраля 2021 года. Содержит новые функции, такие как Comping, поддержка MIDI Polyphonic Expression (MPE), а также новые звуковые эффекты, инструменты и улучшения различных функций.

### Live 12
Выпущена 5 марта 2024 года.

## Возможности

### Интерфейс

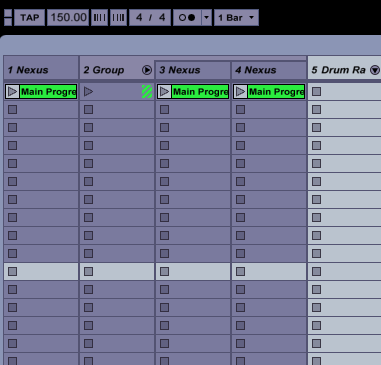
Session View в Live 9

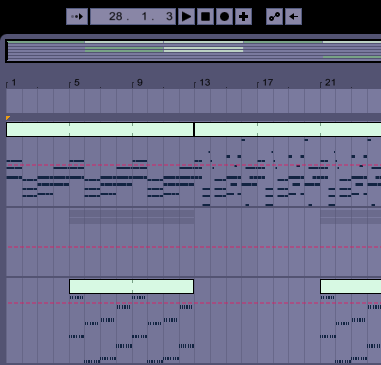
Arrangement View в Live 9

Программа имеет два способа отображения: Arrangement View и Session View. В Arrangement View создание композиции происходит путём расстановки музыкальных фрагментов (т. н. «клипов») на временной шкале (как во многих других секвенсорах, например, Steinberg Cubase, Logic Studio, Cakewalk Sonar). Session View позволяет воспроизводить клипы в произвольном непрописанном заранее порядке и составлять композицию в режиме реального времени.
Live поддерживает различные технологии вывода звука (ASIO, Core Audio), звуковых плагинов (VST, Audio Units) и технологию Rewire. Также программа имеет несколько собственных инструментов, необходимый набор звуковых эффектов и библиотеку пресетов для них.

### Инструменты
Есть встроенные инструменты и дополнительные, которые можно приобрести отдельно, либо в составе Ableton Suite.
- Impulse (встроенный) — традиционный инструмент семплирования ударных (каждый набор ударных может включать в себя до восьми звуков ударных). Имеются некоторые возможности обработки семплов — простая фильтрация (LP, HP, BP, Notch) эквализация, изменение атаки, затухания, изменение высоты (pitch shift) с последующей компенсацией длины семпла time stretching и т. д. Каждый из звуков ударных привязывается к определённой ноте и отображается в клавишном редакторе (key editor) секвенсора.
- Simpler (встроенный) — простой семплер. Поддерживает всего один семпл, над которым могут применяться некоторые операции цифровой обработки сигнала. Для всех нот использует один и тот же семпл, который изменяется по высоте (pitch shift) до нужной высоты.
- Sampler — более функциональный семплер
- Operator — операторный синтезатор
- Electric — программное электропианино
- Tension — синтезатор с физическим моделированием струнных инструментов
- Collision — синтезатор с физическим моделированием перкуссионных инструментов
- Analog — виртуальный аналоговый синтезатор

Ableton также предлагает огромный выбор дополнительных семплов, с помощью которых пользователь может расширять библиотеки звуков для своих инструментов.
- Drum Machines — коллекция семплированных драм-машин
- Session Drums — коллекция семплированных акустических ударных
- Latin Percussion — коллекция семплированной латиноамериканской перкуссии
- Essential Instruments Collection — большая коллекция семплов акустических и электронных инструментов
- Orchestral Instrument Collection — большая коллекция с различными оркестровыми инструментами. В коллекцию входят четыре библиотеки: «Orchestral Strings», «Orchestral Brass», «Orchestral Woodwinds» и «Orchestral Percussion» — которые можно приобрести как по отдельности, так и в связке. Коллекция «Orchestral Instrument Collection» не входит в состав Ableton Suite.

### Специализированные аппаратные инструменты

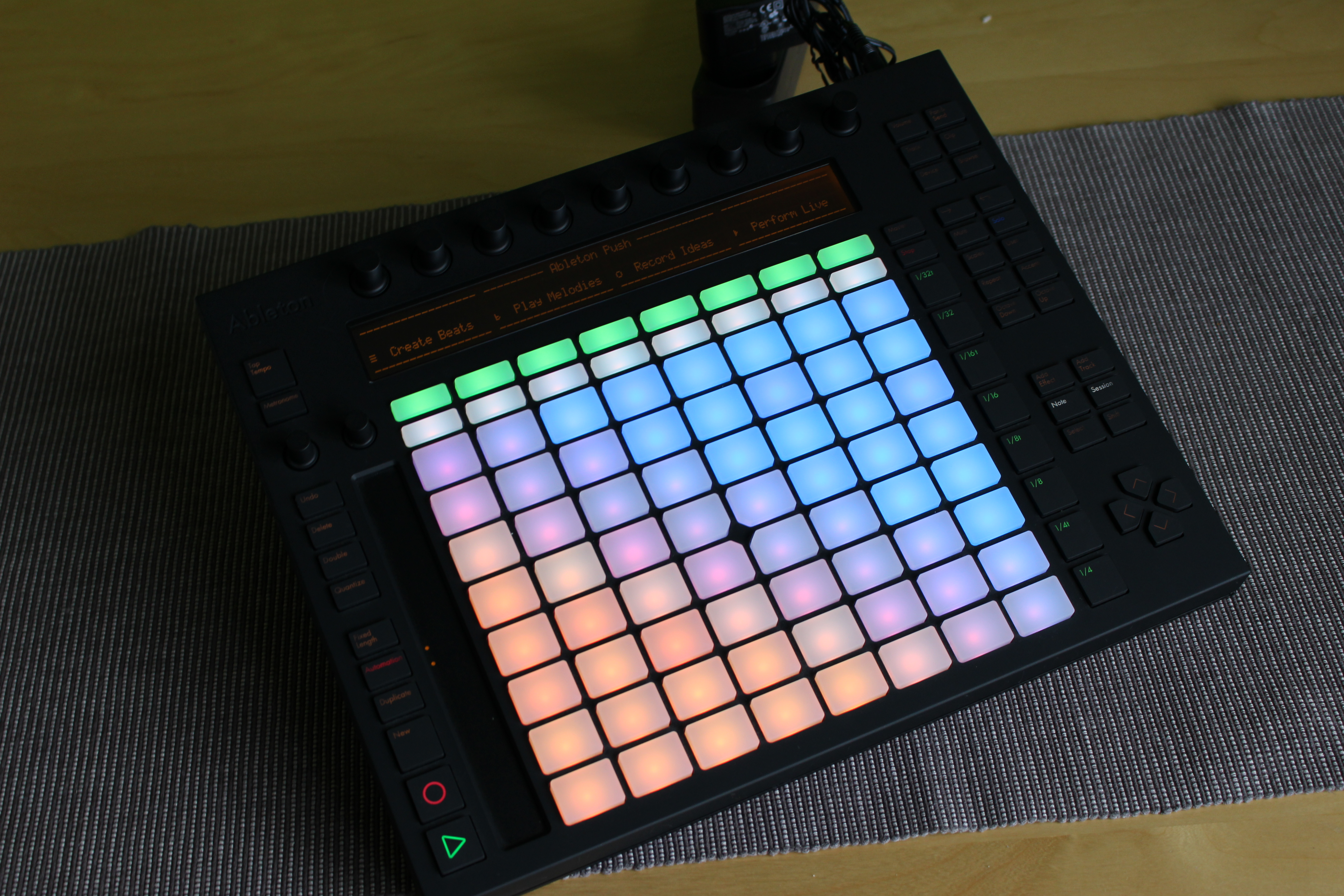
Ableton Push 1

Akai Professional производит APC40 — MIDI-контроллер, предназначенный для работы исключительно с Ableton Live. Уменьшенная версия — APC20 — была выпущена в 2010 году. Хотя есть много MIDI-контроллеров, совместимых с Live, устройства Akai пытаются точно скопировать элементы Ableton Live на аппаратную панель. Компания Novation Digital Music Systems создала Launchpad — пэд-контроллер, разработанный для Live. В настоящее время существует четыре различных модели Launchpad: Launchpad Mini, Launchpad X, Launchpad Pro и Launchpad Control. Ableton также выпустила собственный MIDI-контроллер Push, который является первым пэд-контроллером, использующим гаммы и мелодии. В ноябре 2015 года Ableton выпустила обновленный MIDI-контроллер Push 2 вместе с Live 9.5. Push 2 отличается новым цветным дисплеем, улучшенными кнопками, а также более тонким корпусом.

### Эффекты
Большинство эффектов традиционны для цифровой обработки сигнала. С Live Suite поставляются:
- Amp
- Audio Effect Rack
- Auto Filter
- Auto Pan
- Beat Repeat
- Cabinet
- Chorus
- Compressor
- Corpus
- Dynamic Tube
- EQ Eight
- EQ Three
- Erosion
- External Audio Effect
- Filter Delay
- Flanger
- Frequency Shifter
- Gate

- Glue Compressor
- Grain Delay
- Limiter
- Looper
- Multiband Dynamics
- Overdrive
- Phaser
- Ping Pong Delay
- Redux
- Resonators
- Reverb
- Saturator
- Simple Delay
- Spectrum
- Tuner
- Utility
- Vinyl Distortion
- Vocoder

Также имеются некоторые MIDI эффекты:
- Arpeggiator
- Chord
- MIDI Effect Rack
- Note Length
- Pitch
- Random
- Scale
- Velocity

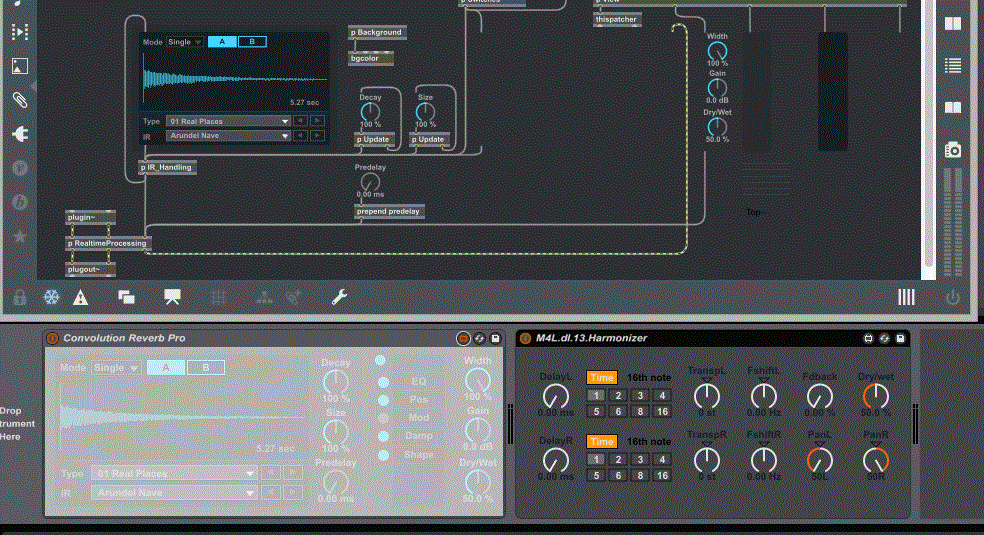
Устройства Max for Live

Live также может подключать VST-плагины и, в версии для macOS, плагины Audio Unit, а также устройства Max for Live, начиная с Live 9.

### Работа с аудио-клипами
В дополнение к инструментам, упомянутым выше, Live может работать с семплами. Live пытается проанализировать ритм семпла, чтобы вычислить метр, количество тактов и темп. Таким образом Live позволяет ускорять или замедлять сэмплы, чтобы они соответствовали общему темпу.
Кроме того, функция Time Warp может использоваться для исправления или смещения акцентов в сэмпле. Установив маркер деформации на определенную точку семпла, его можно произвольно передвигать внутри такта. Например, удар барабана, который отстал на 250 мс от середины такта, можно сдвинуть так, чтобы он воспроизводился точно в середине.
Некоторые артисты и интернет-магазины, такие как The Covert Operators и Puremagnetik, теперь предоставляют наборы семплов, которые предварительно настроены, имеют информацию о темпе и маркеры деформации. К аудиофайлам прилагается «файл анализа» в собственном формате Live (с расширением .asd).
Ableton Live также поддерживает функцию Audio To MIDI, которая преобразует аудиосэмплы в последовательность MIDI-нот с использованием трех различных методов преобразования, включая преобразование в мелодию, гармонию или ритм. По завершении Live создаст новую MIDI-дорожку, содержащую свежие MIDI-ноты вместе с инструментом для их воспроизведения. Преобразование аудио в MIDI не всегда точно и может потребовать от исполнителя или продюсера ручной корректировки некоторых нот. См. преобразование Фурье.